# I Feel Pretty (film)
I Feel Pretty er en amerikansk film fra 2018 skrevet og instrueret af Abby Kohn og Marc Silverstein.

## Medvirkende
- Amy Schumer som Renee Bennett
- Michelle Williams som Avery LeClaire
- Emily Ratajkowski som Mallory
- Rory Scovel som Ethan
- Aidy Bryant som Vivian
- Busy Philipps som Jane
- Naomi Campbell som Helen
- Lauren Hutton som Lily LeClaire
- Tom Hopper som Grant LeClaire
- Adrian Martinez som Mason